# Wasilij Rozanow

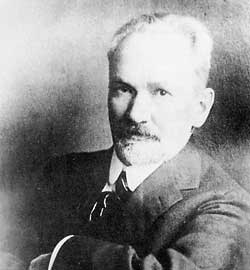
Wasilij Rozanow

Wasilij Wasilewicz Rozanow (ros. Василий Васильевич Рóзанов, ur. 20 kwietnia?/2 maja 1856 w Wietłudze w guberni kostromskiej, zm. 5 lutego 1919 w Siergijew Posadzie) – rosyjski pisarz, filozof, krytyk. 

## Życie i dzieło
Wasilij Rozanow urodził się w rodzinie urzędniczej w 1856 roku, w Wietłudze. Ukończył Gimnazjum w Niżnym Nowogrodzie, po czym wstąpił, w 1878 roku, na wydział historyczno-filologiczny Uniwersytetu Moskiewskiego. Uczęszczał na wykłady między innymi Fiodora Busłajewa, Wasilija Kluczewskiego i Wadimira Gerje. W 1880 roku ożenił się z o 16 lat starszą Apolinarią Susłową, byłą kochanką Fiodora Dostojewskiego. Jego małżeństwo przebiegało bardzo burzliwie, doprowadziło do pełnego kłótni rozstania. Związek ten miał istotny wpływ na poglądy Rozanowa, szczególnie na temat rodziny, małżeństwa i przede wszystkim płci. Poglądy te ujawnił dopiero po studiach, kiedy rozpoczął dojrzałą pracę pisarską. Mimo jego licznych sukcesów akademickich i propozycji przygotowania dysertacji doktorskiej, Rozanow po zakończeniu studiów postanowił uczyć w prowincjonalnej szkole. W 1882 został nauczycielem historii i geografii. Przez jedenaście lat uczył po kolei w Briańsku, Jelcu i w Biełem. W 1886 ukazuje się jego książka "O rozumieniu. Próba zbadania natury, granic i wewnętrznej budowy nauki". Wydana w Moskwie książka przyjęta została z niezrozumieniem, do czego przyczynił się niejasny i chaotyczny styl formułowania myśli pisarza. Nakład sześciuset egzemplarzy książki nie został sprzedany, co w pierwszej połowie XX wieku świadczyło o klęsce komercyjnej dzieła. Po złym przyjęciu książki autor zrezygnował z filozofii profesjonalnej na rzecz filozoficznej publicystyki, jednak myśli zawarte w pierwszej publikacji książkowej Rozanowa towarzyszyły mu do samego końca. W 1893 roku opuszcza prowincję i przenosi się do Petersburga, gdzie pracuje jako urzędnik Kontroli Państwowej. W pełni poświęca się literaturze dopiero od 1899 roku, wtedy też wydane zostają zbiory artykułów Rozanowa, ale największą polemikę wzbudził parokrotnie wydany jako osobna książka artykuł Legenda o Wielkim Inkwizytorze Fiodora Dostojewskiego. W ostatniej fazie jego pisarstwa dominują prace antychrześcijańskie, takie jak Ciemne oblicze. Metafizyka chrześcijaństwa (1911) czy Opadłe liście (1915). Ostatnim artykułem pisarza była Apokalipsa naszych czasów, pisana w latach 1917-1918, w którym Rozanow opisuje chrześcijaństwo jako korzeń nihilizmu naszych czasów. Dopiero przed śmiercią zwraca się w stronę krytykowanej przez siebie wiary i umiera 1919 jako prawosławny wierny. Zostaje pochowany pod murem cerkwi Czernihowskiej Ikony Matki Bożej.

## O rozumieniu
Najważniejszy tekst Rozanowa O rozumieniu, wydany w 1886 roku w Moskwie, zawiera główne myśli filozofa, podstawowe dla całej jego twórczości. Dzieło doczekało się reprintu z 1994 roku wydanego w Petersburgu. Książka wyróżniała się przede wszystkim stylem - bardzo chaotycznym i trudnym, co mogło być powodem do niechętnego przyjęcia tekstu przez krytykę. Rozumienie to dla Rozanowa rzecz różna od poznania i wiedzy. Rozumienie jest działalnością rozumu i celem tej działalności. Wiedza natomiast jest całkowicie uwarunkowana przez swój Przedmiot - odpowiada jego strukturze, prawdziwości, a głównym jej źródłem są zmysły. Dopiero rozumienie jest w stanie przetworzyć wiedzę w coś przydatnego dla podmiotu, sucha wiedza jest dla Rozanowa jałowym elementem rozumu. Podobne są stosunki rozumienia i poznania. Poznać możemy informację o świecie, ale pełne przyjęcie jej przez człowieka odbywa się na bazie rozumienia. Główną czynnością rozumu jest więc nie poznawanie ale porządkowanie poznania. Rozumienie jest więc przyjmowaniem świata dla nas samych. W drugiej części pracy Rozanow opisuje świat i kosmos w sposób wynikający z osiągnięć nauki XIX wieku.

## Płeć
W 1903 roku Rozanow wydał  w dwóch tomach książkę „Kwestia rodzinna w Rosji”, poświęconą zagadnieniom stosunku Kościoła do spraw rodzinnych i stosunków seksualnych. W pracach „Ciemna twarz. Metafizyka chrześcijaństwa” (1910) i „Ludzie księżyca” (1911) Rozanow ostatecznie nie zgadza się z chrześcijaństwem w kwestiach płci, przeciwstawiając Stary Testament jako afirmację życia cielesnego Nowemu. Zasadnicza teza Rozanowa brzmi następująco: płeć ma charakter zarówno cielesny, jak i duchowy. I właśnie tej drugiej, nieznanej „twarzy” płci należy się wnikliwie przyjrzeć. Akt płodzenia okazuje się „aktem nadnaturalnym” jako metafizyczne okno łączące nas z zaświatami.
Płeć męską w wizji Rozanowa dopełnia płeć żeńska, która również ma „bytotwórcze” cechy. Ostatecznie obie płcie mają charakter kosmologiczny, a ich związek podtrzymuje istnienie świata. Wizja Rozanowa przewiduje więc wyłącznie nieśmiertelność ponadindywidualną, nieśmiertelność samego życia, które ma boski charakter. Konsekwencją jest zgoda na zagładę jednostki, co zarzucali Rozanowowi współcześni mu rosyjscy filozofowie. Nikołaj Bierdiajew na przykład wytykał mu antypersonalistyczne roztopienie jednostki w łańcuchu następujących po sobie pokoleń.

## Polskie wydania
Rozanowa przekładali w Polsce Ireneusz Kania (poza licznymi artykułami: Odosobnione, Opadłe liście, Rzeczy ulotne, Apokalipsa naszego czasu w wyborze dzieł Pół-myśli, pół-uczucia, wydane ponownie: Opadłe liście, 2013, Odosobnione, 2014), Jacek Chmielewski (Legenda o Wielkim Inkwizytorze F. M. Dostojewskiego, 2004, Opadłe liście, 2013), Piotr Nowak (Odosobnione, 2014, wybór esejów Przez śmierć, 2017), Wiktoria Krzemień (Apokalipsa naszych czasów, 1998), Henryk Paprocki (Ciemne oblicze, 2006) oraz Małgorzata Biernacka (Aforyzmy, 1984).

## Literatura
- Michał Milczarek: Drzewo życia. Fenomen Wasilija Rozanowa. Kraków: Wydawnictwo Uniwersytetu Jagiellońskiego, 2016. [dostęp 2022-01-28]. (pol.).
- Michał Milczarek. Utopie nieśmiertelności. Nikołaj Fiodorow i Wasilij Rozanow. „Przegląd Rusycystyczny”. 3 (171), s. 142-156, 2020. DOI: 10.31261/pr.8296. [dostęp 2022-01-28]. (pol.).